# Die Young (Black Sabbath)
Die Young è un brano del gruppo heavy metal britannico Black Sabbath, pubblicato per la prima volta nel Regno Unito a dicembre del 1980 come singolo dell'album Heaven and Hell, il loro primo album con il cantante americano Ronnie James Dio.

## Il brano
Il gruppo ha suonato il brano dal vivo durante quasi tutta l'era Dio e qualche volta anche con i successivi cantanti Ian Gillan e Tony Martin. Nelle versioni dal vivo, il chitarrista Tony Iommi suona una lunga introduzione strumentale al brano su un pesante sottofondo di tastiere, versione che data al periodo di Tony Martin. Una versione dal vivo del brano si trova sul disco Live from Radio City Music Hall, registrato nel 2007 dagli Heaven & Hell, gruppo formato da ex membri dei Black Sabbath della formazione di Mob Rules e Dehumanizer.
In memoria dell'ex manager dei Vio-Lence Debbie Abono e del cantante Ronnie James Dio, Robb Flynn ha scritto e registrato la reinterpretazione di Die Young. Abono era manager di Flynn e del chitarrista dei  Machine Head Phil Demmel quando entrambi facevano parte dei Vio-Lence.

## Tracce del singolo
Il singolo pubblicato per il mercato britannico contiene le seguenti tracce:
1. "Die Young" - 4:33
2. "Heaven And Hell" (Live Version) - 7:40[4]

## Formazione
- Ronnie James Dio - voce
- Tony Iommi - chitarra
- Geezer Butler - basso
- Bill Ward - batteria
- Geoff Nicholls - Tastiere